# الکسندر اکوستا
رینی الکسندر «الکس» اکوستا (انگلیسی: Alexander Acosta؛ زادهٔ ۱۶ ژانویهٔ ۱۹۶۹) وکیل آمریکایی است که وزیر کار و رئیس کالج حقوق دانشگاه بین‌المللی فلوریدا بود. او که جمهوریخواه است، از سوی جرج دابلیو بوش به عضویت در شورای ملی روابط کاری گماشته شد و بعدتر در دولت او به عنوان دستیار حقوق مدنی دادستان کل و دادستان ایالات متحده برای ناحیه جنوبی فلوریدا فعالیت کرد. در ۱۶ فوریه ۲۰۱۷ او از سوی دونالد ترامپ برای تصدی وزیر کار ایالات متحده آمریکا معرفی شد.
حین کار در وزارت دادگستری او غالباً از حقوق مدنی مسلمانان دفاع می‌کرد.